# Maldivische voetbalbond
De Maldivisch voetbalbond of  Football Association of Maldives (FAM) is de voetbalbond van de Maldiven. De voetbalbond werd opgericht in 1982. Sinds 1986 lid van de AFC en sinds 1997 lid van de Zuid-Aziatische voetbalbond, de SAFF. In 1986 werd de bond lid van de FIFA.
De voetbalbond is verantwoordelijk voor het Maldivisch voetbalelftal.

## President
In oktober 2021 was de president Bassam Adeel Jaleel.